# Alberto Ruz Buenfil
Alberto Ruz Buenfil (México, 11 de septiembre de 1945-Mérida, 7 de diciembre de 2023) fue un escritor mexicano cuyo trabajo se centró en el cambio social, la sostenibilidad ambiental y las artes escénicas. Cofundó dos grupos de teatro internacionales, así como la primera ecoaldea de México, conocida como Huehuecoyotl. Dirigió la Rainbow Peace Caravan de trece años, un esfuerzo internacional para promover el diseño sostenible y la permacultura, así como representaciones teatrales, en diecisiete países de América Latina. También fue financiado por Ashoka (2002-2005), y recibió en nombre de Rainbow Peace Caravan, el premio "Escuela Viva" del presidente brasileño Lula da Silva y el ministro de Cultura Gilberto Gil, como uno de los 60 proyectos más avanzados. en la educación del país.
Ruz es autor de varios libros. A su regreso en 2009 de Sudamérica, fue invitado a formar parte de un equipo en la 'Dirección de Cultura' de Coyoacán, México DF, donde creó el proyecto Ecobarrios.y lo llevó durante tres años a 10 pueblos y barrios diferentes de esa parte de la ciudad. De enero a noviembre de 2013 fue Director de Cultura Ambiental en el estado de Morelos, desde 2014 es asesor de la Asamblea Legislativa, de la Ciudad de México, en el tema de la recién aprobada Ley de Derechos de la Madre Tierra. Organizó el 1.er Foro Global por los Derechos de la Madre Tierra en la Ciudad de México, del 1 al 5 de junio. Su principal propósito fue contribuir a la Declaración Universal de los Derechos de la Madre Tierra en las Naciones Unidas. Vivió en Huehuecóyotl y viajó por el mundo como ponente principal en diferentes Foros y para todo tipo de público.

## Biografía
Alberto Ruz obtuvo una licenciatura en educación en el Instituto Francés de América Latina a través de la Universidad de la Sorbona, París. Impartió cursos de lengua y cultura francesa en la Universidad Nacional Autónoma de México (UNAM) de 1964 a 1966. Se desempeñó brevemente en la Facultad de Química allí en 1964 y posteriormente en las Facultades de Ciencias Económicas y Políticas (1965-1968) . 
Estudió Artes Contemporáneas en la Bauhaus Situationiste de Drakabygget, en Orkelljunga , Suecia , (1970–71), así como agricultura orgánica en el Moshav Yodfat, Israel, (1971–72), y Religiones Comparadas en la sede de la Sociedad Teosófica en Adyar., Madrás, India (1974–75).

## Activismo
Alberto Ruz se unió al movimiento contra la guerra en respuesta a la guerra de Vietnam , por lo que viajó a los Estados Unidos y exploró movimientos de cambio social como los promovidos por las Panteras Negras , el movimiento de Ernest Callenbach . Líderes ecotopianos y chicanos de la época. Adoptó un estilo de vida nómada que lo llevó a Suecia, Israel e India, donde estudió comunidades internacionales y permacultura .(ver Educación arriba). En India, cofundó los grupos de teatro internacionales Hathi Babas y luego The Illuminated Elephants Traveling Gypsy Theatre. Los Elefantes Iluminados viajaron por los EE. UU., Guatemala y México buscando entretener e inspirar a sus audiencias con un mensaje de paz y sustentabilidad en el contexto de la política verde .

### Huehuecóyotl
Tepoztlán, Morelos, México
Después de actuar en el extranjero durante varios años, Ruz regresó a México en 1982 con miembros de The Illuminated Elephants y fundó la primera ecoaldea de México , llamada Huehuecóyotl, llamada así por el Maestro (podría llamarse deidad) de la Danza y la Música azteca cuyo nombre en náhuatl se podría traducir "viejo coyote" también significa "esposo" en el mismo idioma. El pueblo está situado en cinco acres en las montañas de Tepoztlán , Morelos .

## Caravana Arcoíris por la Paz
En 1996, Ruz fundó la Caravana Arcoíris por la Paz, un grupo de unos veinte viajeros rotativos dedicados a difundir las lecciones aprendidas de Huehuecoyotl. Se detuvieron en Chiapas para un intercambio con los zapatistas , donde Ruz se inspiró para tomar su apodo de Subcoyote Alberto Ruz, en honor a un líder zapatista, el subcomandante Marcos . La caravana viajó hasta Chile, donde en 2003 fueron los principales anfitriones de la reunión internacional y ecoaldea llamada El Llamado del Cóndor. El grupo recibió una invitación del Ministro de Cultura Gilberto Gilviajar por el país dando lecciones de vida sustentable. En 2004, Ruz describió el trabajo del grupo en una región desértica particular de América del Sur (cite) como, entre otros proyectos, "talleres intensivos de dos días sobre permacultura, toma de decisiones por consenso, tecnología apropiada para regiones desérticas, vida y diseño de ecoaldeas". , y una introducción al calendario maya de 13 lunas". 
Posteriormente, la Caravana viajó a través del Amazonas durante los siguientes cuatro años. Ruz finalmente regresó a México en 2009 y se unió al personal de la 'Casa de Cultura Jesús Reyes Heroles' en la Ciudad de México por invitación de la autora mexicana Laura Esquivel . La organización está ubicada en un barrio histórico de Coyoacán, donde Ruz creó el programa 'Ecobarrios' en diez barrios marginales diferentes, para formar grupos de eco-promotores para trabajar en sus propias comunidades.

## Obras y publicaciones
- Arcobaleno, popolo Senza Confini ( Arco iris, una nación sin fronteras ) editado por Amm Terra Nova, Florencia, Italia, 1988
- Rainbow Nation Without Borders: Toward an Ecotopian Millennium, editado por Bear & Co. New Mexico, 1989. Testimonios de movimientos alternativos posteriores a la Segunda Guerra Mundial
- Guerreros del Arcoíris (The Rainbow Warriors) edited by Círculo Cuadrado, México 1991
- La Leyenda del Cuarto Mago (The Legend of the Fourth Magicien) edited by Arcoruedas-publishers, Medellín, Colombia, 2001
- Hay Tantos Caminos (So Many Roads) edited by, Colofon, Mexico, 2004, and by Arcoruedas-publishers in Argentina in 2005
- Huehuecoyotl, Raices al Viento -(The story of a 30 years ecovillage) Co-editor and co-author, México 2012
- Cocreador de la primera red de grupos ambientalistas de México ('Arcoredes', una red de Eco-comunicaciones)
- Creador y principal fuerza inspiradora detrás de los Vision Councils en México y Sudamérica desde 1991, reuniones nacionales e internacionales de Earth Keepers
- Cocreador del Centro de Documentación Multimedia "Produvisiones Arcoiris", 1981
- Editor of several magazines: El Viejo Coyote, Arcoredes, Voces de Huehuecoyotl, and Arcoruedas(1982-2004)
- Actor en la película "Cocoré", del director brasileño Tullio Márquez, Belo Horizonte, Brasil, 2006
- Actor en la película "Soñando con Tulum", (homenaje a Federico Fellini), de Tiahoga Ruge, México 2011
- Orador principal del documental "Pachamama, un Manifiesto para la Tierra", de Thomas Torelli, Italia, 2016